# Renato Luchitta
Renato Luchitta (Corno di Rosazzo, 12 novembre 1948) è un ex calciatore italiano, di ruolo centrocampista.

## Carriera
Ha disputato una stagione in Serie A con la maglia della Ternana nella stagione 1972-1973.
In Serie B ha militato con la maglia del Cesena nella stagione 1971-1972, con la maglia della Ternana nella stagione 1973-1974 e due stagioni con la maglia della Spal nel 1974-1975. Ha poi vestito per ben otto stagioni la maglia del Forlì in Serie D e serie C, terminando qui la sua carriera e divenendo il quinto giocatore per numero di presenze nella storia del club biancorosso.

## Palmarès

### Club

#### Competizioni nazionali
- Serie D: 1

Forlì: 1976-1977